# Anaea anna
Anaea anna is een vlinder uit de familie van de Nymphalidae. De wetenschappelijke naam van de soort is voor het eerst geldig gepubliceerd in 1897 door Otto Staudinger.